# 呂良煥
呂良煥（1936年12月10日—2022年3月15日）是一位台灣職業高爾夫球員，於1959年至1979年間曾多次獲得亞洲高爾夫球巡迴賽（Asian Tour）與歐洲高爾夫球巡迴賽（PGA European Tour）賽事冠軍，也是台灣史上最出色的男子高爾夫球員之一，被英國高爾夫球迷暱稱為「Mr. Lu」。出身於中興巴士集團呂良宗家族。

## 生平
呂良煥於1936年出生在台北，並於1959年獲得香港高爾夫球公開賽冠軍。他隨後也在亞洲高爾夫球巡迴賽（Asian Tour）與日本高爾夫球巡迴賽獲得幾次冠軍。
1971年是他生涯最出色的一年，在皇家伯克戴爾球場舉行的英國公開賽敗給李屈維諾獲得亞軍，是第一位在四大賽取得第二名的亞洲選手。第二星期轉往法國，在比亞里茨獲得法國高爾夫球公開賽冠軍，是第一位獲得歐洲巡迴賽冠軍的亞洲選手。Mr.Lu的大名紅遍全球。他和謝敏男於1972年共同贏得在皇家墨爾本球場舉辦的世界杯高爾夫賽。他們正紅的時代，台灣也被譽為亞洲高爾夫王國。

## 賽事冠軍
- 1959年：香港高爾夫球公開賽
- 1965年：菲律賓高爾夫球公開賽
- 1966年：中華民國高爾夫球公開賽
- 1971年：法國高爾夫球公開賽、泰國高爾夫球公開賽
- 1972年：世界杯高爾夫球賽（團隊－謝敏男）、巴拿馬高爾夫球公開賽
- 1974年：菲律賓高爾夫球公開賽、香港高爾夫球公開賽
- 1978年：菲律賓高爾夫球公開賽
- 1979年：中華民國高爾夫球公開賽

## 褒揚令
2022年4月14日，於台北市第二殯儀館舉行告別式，總統蔡英文、副總統賴清德均送花致意，總統府秘書長李大維代表總統頒發褒揚令與國旗，表彰呂良煥畢生的豐功偉績與忠貞的愛國情操，由遺孀莊惠美代表接受，總統褒揚令全文為：

職業高爾夫名將呂良煥，明慧軒朗，愷悌端方。少時家境寒蹇，委身球場服勤，持恆淬勉，艱楚自振，開啟日後肩負國旗馳騁海外之璀璨職涯。期間數度榮獲亞洲、歐洲暨日本高爾夫球巡迴賽冠軍，尤於世界高球大賽第一百屆英國公開賽喜獲亞軍，同年法國公開賽再次掄元，允為亞洲首位獲此二項殊榮者，摶心揖志，奮臂魁甲；頭角崢嶸，異域蜚聲。其憑藉精湛球藝與謙謙君子風範，「Mr.Lu」雅號逕而標揚國際。曾應邀前往非洲摩洛哥暨象牙海岸與高層球敘，宣弘臺灣建設成果，踐履國民外交內涵，爰有「中華民國親善大使」美稱，以球會友，敦睦邦誼。晚近籌組財團法人呂良煥高爾夫體育基金會，復獲登納「亞太高爾夫名人堂」佳譽，極力推廣高球運動，協濟體育培訓發展；提升選手擊競水準，深化切磋觀摩效益，夙願遠猷，沾溉新秀。綜其生平，絕技沖和－久標賢達之風；興業積功－迭著名將之望，茂績令聞，聿昭流詠。遽悉溘然殂落，悼惜彌殷，應予明令褒揚，用示政府篤念碩宿之至意。

總　　　統　蔡英文　　　　

行政院院長　蘇貞昌　　　　

## 外部連結
- Profile on Japan Golf Tour's official site（页面存档备份，存于）